# 阮曉寰
阮 曉寰（げん ぎょうかん、1977年6月10日 - ）は、中華人民共和国のブロガーと情報セキュリティの専門家。
2009年にBloggerで「編程随想」（へんじょうずいそう、编程随想、ProgramThink）を始め、サイバーセキュリティやネット検閲を回避する方法と中国共産党の批評を行う。
2021年5月10日、「国家政権転覆扇動罪」（煽动颠覆国家政权罪）の容疑で上海市で逮捕され、秘密裁判にかけられた。
2023年2月10日、第一審では、七年の禁錮刑と二年の政治資格を剥奪、二万人民元の没収が渡された。

## 生い立ち
福建省泉州市生まれ。母親は中国国民党革命委員会のメンバー莊秀珠（そう しゅうしゅ）。父親は阮溫陵（げん うんりょう）華僑大學の中文系副教授で、また中国民主同盟のメンバー。
1990年、中学生のコンピュータークラブに参加し、ITに魅了された。1996、華東理工大学化工学院に入学したが、大学英語四級と専門科目の単位を落とし、中退した。2008年、2008年北京オリンピックでは情報セキュリティシステムのチーフエンジニアを務めた。

## ブログ「編程随想」とリポジトリ「zhao」
2009年1月15日、阮はブロガーとして「編程随想」を始めた。最初は主にコンピューター技術とソフトウェアの開発について書いていたが、天安門事件の二十周年直前に、中国共産党が多くの海外サイトを遮断するからとして、ネット検閲を回避する方法を書いた。その後、錢雲會事件とジャスミン革命など、主に政治のことに興味が移った。
2016年、太子党のメンバーが相互につながり、腐敗しているを証明するために、GitHubで「zhao」（由来は「趙家人」、別名は「太子党关系网络」）を作成した。同年6月8日、中国ネット空間安全協会（中国网络空间安全协会）はGitHubに「習近平を中傷するのリポジトリを削除せよ」というメールを送りつけた。GitHubはそのリポジトリを削除せず、代わりに中国ユーザーのアクセスを遮断し、そのメールを公表しました。
2017年11月、アレルギー性喘息が発症し、医師から直接入院を勧められたが、ブログ更新のために自宅に戻って療養することを主張し、読者にブログ更新の遅れをあやまった。逮捕されるまでに712のブログ記事を書いた。

## 逮捕と裁判
阮はブログで「二週間ネットで活動がなければ、俺は逮捕されたか死んだかだ。」とした。2021年5月中、ネットで一切の活動がなかったことから、秘密逮捕から病死まで多くの噂を起れが、境遇は2023年2月に妻が明らかにするまで確認されなかった。
政府は阮のことが「国家機密に関与する」と判断し、裁判を非公開とした。2023年2月10日の第一審では、国家政権転覆扇動罪が成立し、七年の禁錮刑と二年の政治資格を剥奪、二万人民元の没収が言い渡された。
妻の貝さんは二審に控訴したが、政府からの圧力により家族は弁護人を選任することができず、面会も妨害されたと報告されている。

## 反応
2023年3月24日、アメリカペンクラブと国際ペンクラブは共同聲明を発表し、判決を非難し、即時釈放を求めた。4月3日、国境なき記者団は阮の釈放を求めた。
2023年4月、阮の両親は上海市人民検察庁（上海市人民检察院）にメールを書き、裁判の適正性と裁判長の適格性について訴え、さらに弁護人の選任妨害に関しても異議を申し立てた。